# Diana Johnstone
Pour les articles homonymes, voir Johnstone.
Diana Johnstone est une universitaire et journaliste américaine. Diplômée d'études slaves, elle a obtenu son doctorat à l'Université du Minnesota. Journaliste à l'Agence France Presse dans les années 1970, elle a séjourné en France, en Allemagne et en Italie, avant de s'installer définitivement à Paris en 1990.

## Biographie
Très active dans le mouvement contre la guerre du Viêt Nam, elle organise les premières rencontres internationales entre des citoyens américains et des représentants vietnamiens. Elle a été éditorialiste pour l'Europe à l'hebdomadaire américain In These Times de 1979 à 1990, continuant par la suite à travailler comme correspondante pour cette revue. Elle a été attachée de presse pour le groupe parlementaire européen des Verts de 1990 à 1996. Elle publie également régulièrement des articles d'analyse de l'actualité internationale dans le journal Dialogue (Paris,1996-2000) et le magazine en ligne CounterPunch.
En 1985, elle publie un premier livre The Politics of Euromissiles : Europe's Role in America's World. Dans son deuxième livre La Croisade des fous : Yougoslavie, première guerre de la mondialisation paru en 2005, elle porte un regard critique sur la guerre en Yougoslavie, remettant en cause la version médiatique dominante présentant le nationalisme serbe comme le principal responsable du conflit. On peut rapprocher son analyse des événements de celles d'auteurs comme Paul-Marie de La Gorce, Michel Collon et Jürgen Elsässer.
Elle a participé à la conférence anti-impérialiste Axis for Peace, organisée en 2005 par Thierry Meyssan du Réseau Voltaire. Rudy Reichstadt, de Conspiracy Watch, qualifie la liste des participants de « who’s who des auteurs conspirationnistes les plus en vue de l’époque. »
À la suite d'une interview de Noam Chomsky dans The Guardian, elle a fait l'objet d'une polémique, étant accusée de nier le massacre de Srebrenica, accusation qu'elle a rejetée, arguant qu'elle ne remettait pas en cause le massacre, mais en dénonçait la présentation à partir de certains faits « fabriqués » et médiatisés.

## Crise ukrainienne de 2014
À propos des suites d'Euromaïdan, Diana Johnstone décrypte les projets des États-Unis en deux plans, dont le premier avait pour but d'occuper la Crimée et son port de Sébastopol. Si la Russie ne réagissait pas elle perdait sa flotte sud, une catastrophe nationale absolue. Si elle réagissait les États-Unis remportaient une victoire politique, ce qui était peut-être leur objectif principal. L'aspect le plus extraordinaire  de la crise ukrainienne est suivant  Johnstone  la servilité des « anciens Européens ». Il suffirait, poursuit-elle, que les médias disent la vérité et que les dirigeants européens soient courageux pour qu'une Europe en paix soit toujours possible et que la libération en 1945 ne soit pas, en fin de compte, une conquête qui perdure.

## Publications

### Originales en anglais
- (en) The Politics of Euromissiles: Europe's Role in America's World, Schocken Books, 1985,  (ISBN 0805272070)
- Fools' Crusade: Yugoslavia, Nato, and Western Delusions (London: Pluto Press; New York: Monthly Review Press, 2003)
- Queen of Chaos: The Misadventures of Hillary Clinton (CounterPunch, 2015)

### Traductions en français
- La Croisade des fous : Yougoslavie, première guerre de la mondialisation, Le Temps des Cerises, 2005  (ISBN 2841095339)
- avec Stephen Lendman et d'autres auteurs, traduit de l'anglais par Daniel Sillou  Ukraine, le coup d'état fasciste orchestré par les États-Unis ; article  Ukraine, nouveau rideau de fer (édition Delga, Paris)p. 320 à p. 331  (ISBN 978-2-915854-70-1)
- Hillary Clinton : La reine du chaos [« Queen of Chaos: The Misadventures of Hillary Clinton »]  (trad. de l'anglais), Paris, Delga, 2016, 225 p. (ISBN 978-2-915854-85-5)